# Кристиан I (Пфалц-Биркенфелд-Бишвайлер)
Кристиан I от Бишвайлер (на немски: Christian I von Pfalz-Birkenfeld-Bischweiler; * 3 септември 1598, Биркенфелд; † 6 септември 1654, Нойенщайн) от страничната линия на Вителсбахите в Пфалц, е от 1630 г. пфалцграф на Бишвайлер в Елзас, Северна Франция.

## Биография
Той е третият син на пфалцграф и херцог Карл I от Цвайбрюкен-Биркенфелд (1560 – 1600) и Доротея от Брауншвайг-Люнебург (1570 – 1640), дъщеря на херцог Вилхелм V от Брауншвайг-Люнебург. При смъртта на баща му той е още малко дете и възпитанието му поемат първо леля му – графиня Мария Елизабет фон Лайнинген (1561 – 1629), по-късно неговият чичо херцог Филип Лудвиг от Пфалц-Нойбург.
В Тридесетгодишната война Кристиан се бие с награда. На шведска служба той става генерал на кавалерията. През 1632 г. той събира войска в Маркграфство Баден-Дурлах, която обединява с тази на крал Густав Адолф от Швеция при Вюрцбург. През 1633 г. той навлиза в Курфюрство Кьолн и обсажда Хайделберг, Филипсбург, Хагенау и Брайзах. След битката при Ньордлинген той напуска военната служба и отново се сдобрява с император Фердинанд II.
Чрез първия му брак Кристиан получава през 1630 г. Господство Бишвайлер, където си построява дворец и резидира там от 1640 г. Така Кристиан основава линията Пфалц-Цвайбрюкен-Биркенфелд-Бишвайлер, от която произлиза по-късната баварска кралска фамилия. През 1644 г. децата на Кристиан получават от крал Луи XIV френски Индигенат (гражданство).
След Тридесетгодишната война Кристиан се стреми да възстанови своето господство. Неговият гроб се намира в реформираната църква „Бишвилер“ при Агно (Haguenau) в Елзас.

## Фамилия
Първи брак: на 14 ноември 1630 г. в Цвайбрюкен с Магдалена Катарина (1606 – 1648), дъщеря на пфалцграф и херцог Йохан II от Пфалц-Цвайбрюкен. С нея той има децата:
- син (*/† 1631)
- Густав Адолф (*/† 1632)
- Йохан Кристиан (*/† 1633)
- Доротея Катарина (1634 – 1715)

∞ 1649 граф Йохан Лудвиг фон Насау-Отвайлер (1625 – 1690)
- Луиза София (1635 – 1691)
- Кристиан II (1637 – 1717), херцог и пфалцграф на Биркенфелд

∞ 1667 графиня Катарина Агата фон Раполтщайн (1648 – 1683)
- Йохан Карл (1638 – 1704), херцог и пфалцграф на Гелнхаузен

∞ 1. 1685 принцеса и пфалцграфиня София Амалия фон Цвайбрюкен (1646 – 1695)
∞ 2. 1696 Естер Мария фон Витцлебен (1665 – 1725)
- Анна Магдалена (1640 – 1693)

∞ 1659 граф Йохан Райнхард II граф фон Ханау-Лихтенберг (1628 – 1666)
Втори брак: през 1648 г. в Бишвайлер с графиня Мария Йохана фон Хелфенщайн-Визенщайг (1612 – 1665). Този брак остава бездетен.